# Slowenische Streitkräfte
Die Slowenischen Streitkräfte (slowenisch: Slovenska vojska) unterstehen dem Verteidigungsministerium Sloweniens. Die für den Schutz der 46 Kilometer langen Adriaküste zuständige Marine und die Luftstreitkräfte sind keine selbständigen Teilstreitkräfte.

## Geschichte
Beim 10-Tage-Krieg in Slowenien standen 1991 etwa 30.000 (Angaben des Stabes) bis 35.200 (Angaben der NATO) Mann der Jugoslawischen Volksarmee rund 26.000 (Angaben der NATO) bis 30.000 (Angaben des Generalstabes der slowenischen Territorialverteidigung (Teritorijalna Obramba – TO)) gegenüber. Diese wurden vom neuen Staat Slowenien vor allen Dingen aus Verbänden der früheren jugoslawischen Territorialverteidigung Sloweniens und der Polizei rekrutiert.
30 % der Gesamtstärke der jugoslawischen Luftwaffe (Ratno vazduhoplovstvo i protiv vazdušna odbrana, kurz RV i PVO, dt. Luftstreitkräfte und Luftverteidigung) und in einigen Einheiten bis zu 76 % der Piloten waren slowenischer Abstammung. Etwa 200 Mann der RV i PVO entschieden sich dazu, noch vor dem Ende des Konflikts die Seite zu wechseln.
Die Territorialverteidigung konnte erfolgreich die jugoslawische Bundesarmee abwehren und wurde die Keimzelle der 1993 gegründeten slowenischen Armee. Seit 1994 nahm das Land am NATO-Programm Partnerschaft für den Frieden teil. Seit 2004 ist Slowenien NATO-Mitglied, in einer Volksabstimmung im März 2003 stimmten 63 Prozent der Wähler für den Beitritt. Die Verteidigungsstärke soll von 47.000 Mann im Jahre 2001 auf 14.000 (Aktiv und Reserve) bis zum Jahr 2010 reduziert werden.
Nur in Kriegszeiten wird der militärische Rang eines „Generals“ vergeben. Der  derzeitige Chef des Generalstabs, Robert Glavaš, trägt aktuell den Rang eines Generalleutnants.

## Hierarchie
Dem Generalstab unterstehen unmittelbar das Streitkräftekommando, die Gardeeinheit und die Rekrutierungsabteilung. Dem Streitkräftekommando unterstehen das Doktrin-, Entwicklungs- und Ausbildungskommando, das Aufklärungs- und Nachrichtenbataillon und die Spezialeinheit Specialne Sile. Es führt die Brigaden des Heeres (8.750 Soldaten), die Luftstreitkräfte (250 Soldaten) und die Seekomponente (47 Soldaten) direkt.

## Ausrüstung

### Handwaffen

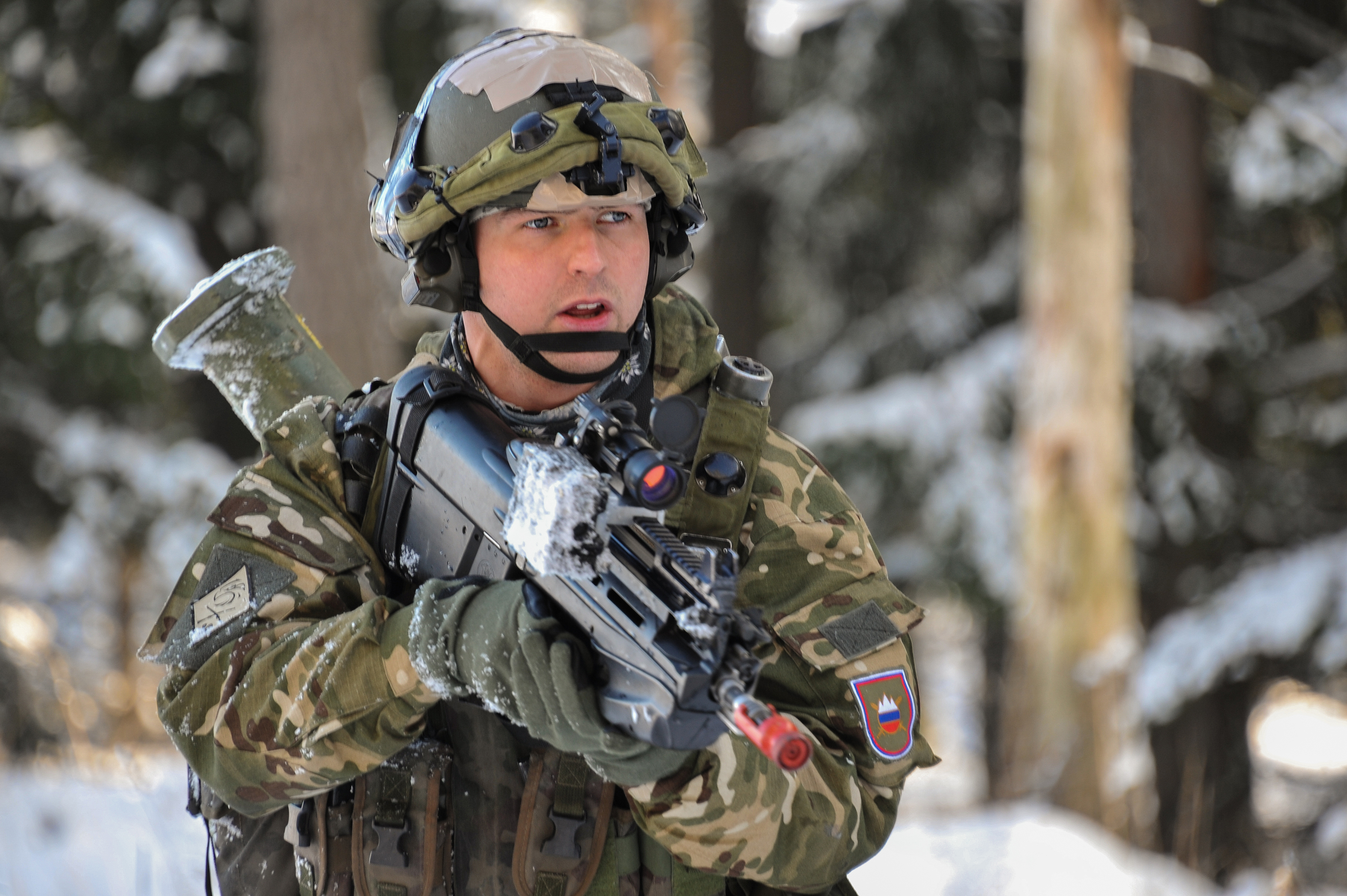
Ein slowenischer Soldat mit einem FN F2000 Sturmgewehr während einer Übung

| Bezeichnung           | Bild     | Herkunft    | Kaliber           | Anmerkungen               |
| Pistolen              | Pistolen | Pistolen    | Pistolen          | Pistolen                  |
| --------------------- | -------- | ----------- | ----------------- | ------------------------- |
| Beretta 92 FS         |          | Italien     | 9 × 19 mm         |                           |
| Sturmgewehre          |          |             |                   |                           |
| FN F2000 S            |          | Belgien     | 5,56 × 45 mm NATO |                           |
| Maschinengewehre      |          |             |                   |                           |
| FN Minimi             |          | Belgien     | 5,56 × 45 mm NATO | Leichtes Maschinengewehr  |
| FN MAG                |          | Belgien     | 7,62 × 51 mm NATO | Mittleres Maschinengewehr |
| FN M2HB QCB           |          | Belgien     | 12,7 × 99 mm NATO | Schweres Maschinengewehr  |
| Scharfschützengewehre |          |             |                   |                           |
| PGM Ultima Ratio      |          | Frankreich  | 7,62 × 51 mm NATO |                           |
| PGM Précision 338     |          | Frankreich  | 8,6 × 70 mm       |                           |
| PGM Hécate II         |          | Frankreich  | 12,7 × 99 mm NATO | Anti-Materiel Rifle       |
| Granatwerfer          |          |             |                   |                           |
| FN LG1                |          | Belgien     | 40 × 46 mm HR     | Unterlauf-Grantwerfer     |
| HK GMW                |          | Deutschland | 40 × 53 mm HR     | Maschinengranatwerfer     |
| Panzerabwehrwaffen    |          |             |                   |                           |
| RGW 90                |          | Deutschland | 90 mm             | reaktive Panzerbüchse     |
| Spike ML/MR           |          | Israel      |                   | Panzerabwehrlenkwaffe     |

### Landfahrzeuge
- 54 M-84 Kampfpanzer

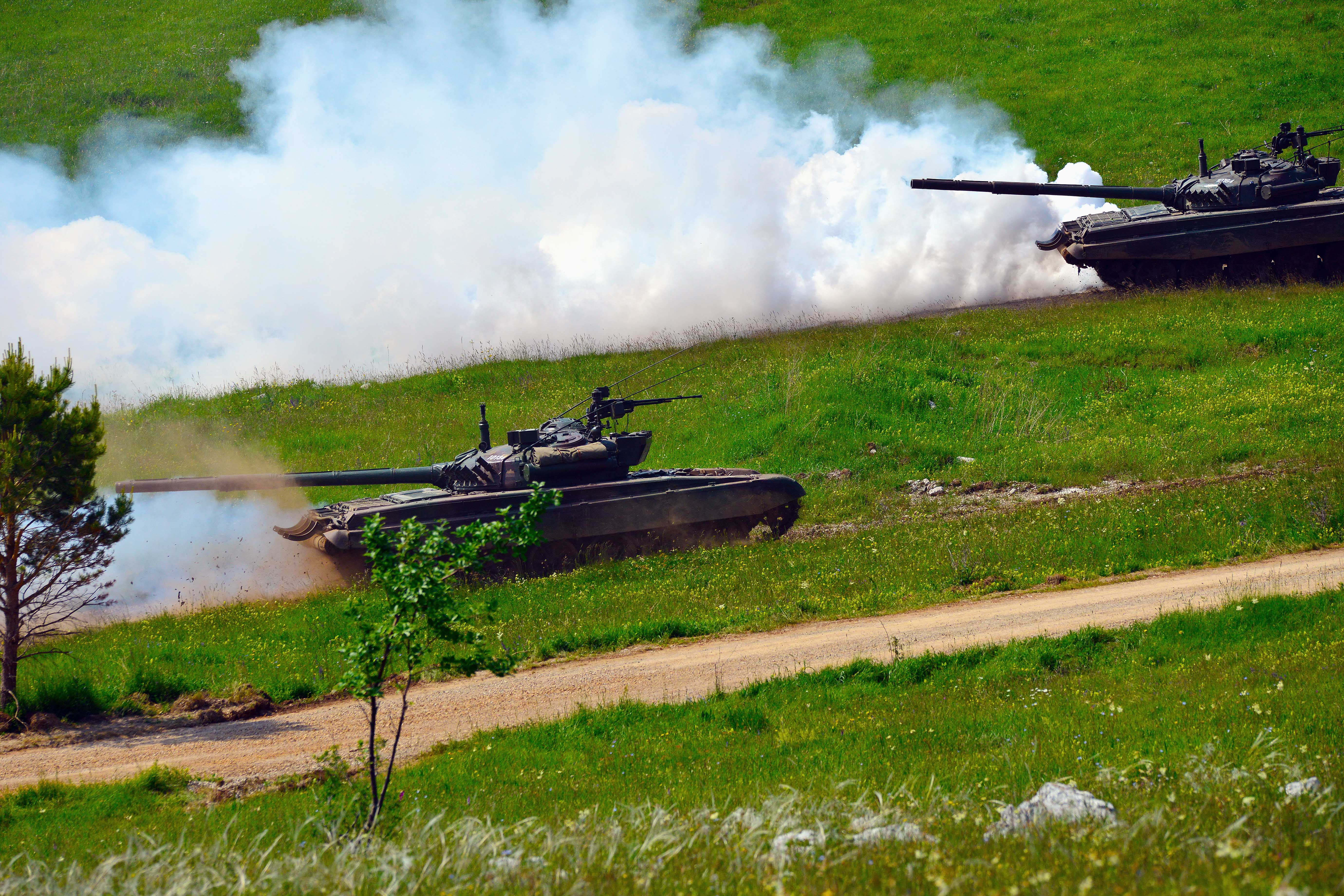
Slowenische M-84 während eines Manövers 2015

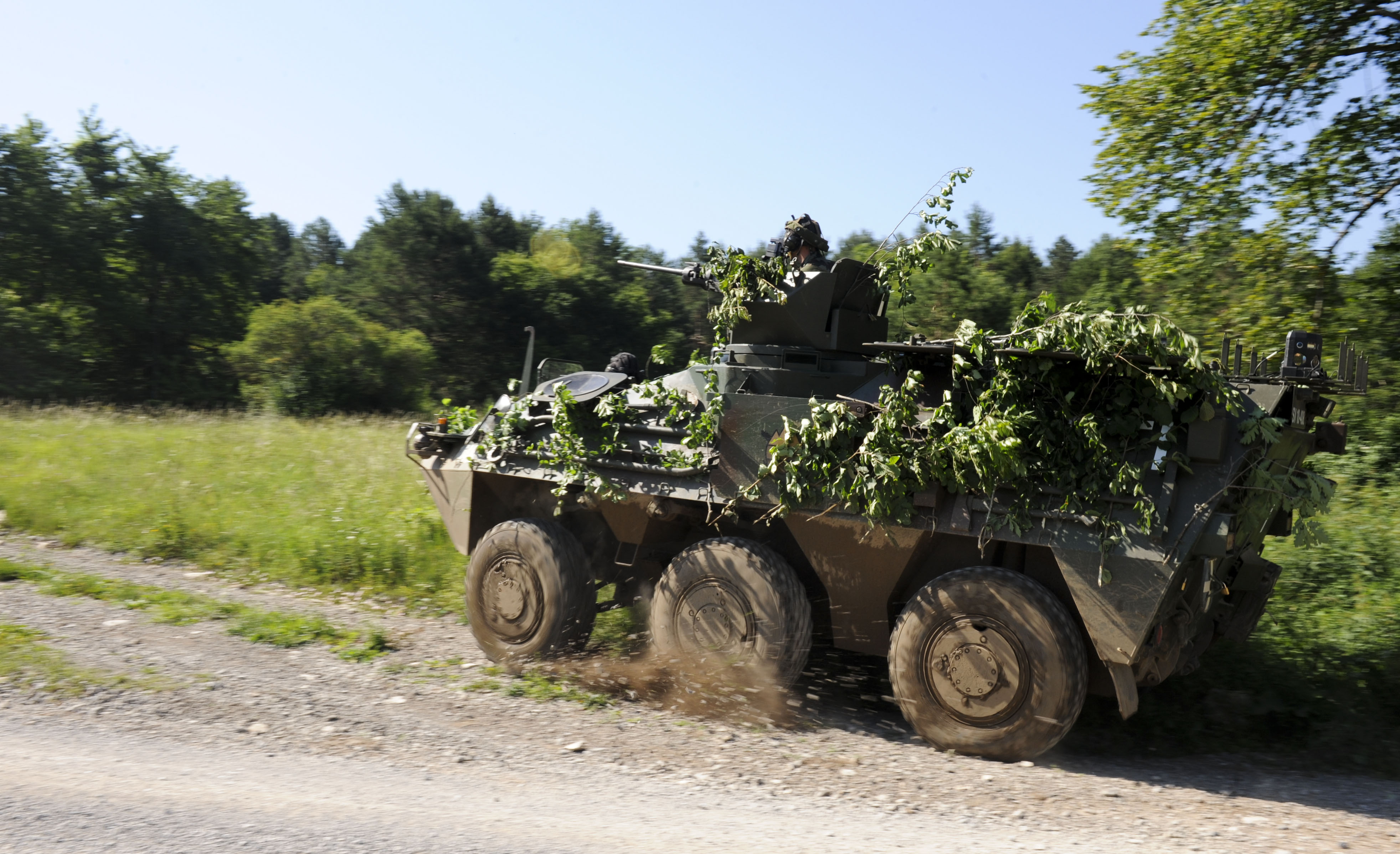
Slowenischer Schützenpanzer vom Typ Valuk

- 52 M-80A (in Reserve) Schützenpanzer
- 85 Valuk 6x6 Schützenpanzer (eine slowenische Lizenzfertigung des Pandur)
- LKOV 4x4 Hummer
- 38 Oshkosh JLTV 4x4 (2021 wurden 37 bestellt, insgesamt sind bis zu 99 Fahrzeuge geplant)

### Schiffe
- 1 Super Dvora Mk2 Patrouillenboot
- 1 Triglav Patrouillenboot (russischer Typ: „Svetlyak“)[10]

### Luftfahrzeuge
Stand Ende 2019
| Luftfahrzeug      | Herkunft           | Bilder    | Verwendung                     | Version         | Aktiv     | Bestellt  | Anmerkungen |
| Flugzeuge         | Flugzeuge          | Flugzeuge | Flugzeuge                      | Flugzeuge       | Flugzeuge | Flugzeuge | Flugzeuge   |
| ----------------- | ------------------ | --------- | ------------------------------ | --------------- | --------- | --------- | ----------- |
| Let L-410         | Tschechien         |           | Transport                      |                 | 1         |           |             |
| Pilatus PC-6      | Schweiz            |           | Transport                      |                 | 2         |           |             |
| Pilatus PC-9      | Schweiz            |           | Schulflugzeug                  |                 | 9         |           |             |
| Zlín Z-143        | Tschechien         |           | Schulflugzeug                  |                 | 2         |           |             |
| Zlín Z-242        | Tschechien         |           | Schulflugzeug                  |                 | 8         |           |             |
| Hubschrauber      |                    |           |                                |                 |           |           |             |
| Bell 412          | Vereinigte Staaten |           | Leichter Mehrzweckhubschrauber |                 |           | 8         |             |
| Eurocopter AS 532 | Frankreich         |           | Transporthubschrauber          | AS 532AL Cougar | 4         |           |             |
| Bell 206          | Vereinigte Staaten |           | Schulungshubschrauber          |                 | 4         |           |             |